# Oiscingas
Die Oiscingas (auch Oiscinger, Æscingas, altenglisch für „Nachfahren des Oisc“) waren das Königsgeschlecht des angelsächsischen Königreiches Kent. Sie benannten sich nach Oeric, der den Beinamen Oisc trug. Die Dynastie herrschte vom 5. bis ins 8. Jahrhundert.

## Genealogie

### Mythische Herkunft
Ob Hengest und Horsa historische Personen waren, gilt als „offene Frage“. Auch Oiric und Ohta sind, zumindest in Hinblick auf ihre Taten, als eher mythisch einzustufen. Die geschichtliche Zeit beginnt mit Eormenric.
Einige Historiker halten diese Genealogie für eine frühe Verquickung zweier Überlieferungen. Spätere Könige wollten ihre Herkunft auf Hengest, den „Gründungsvater“ Kents, zurückführen. Dennoch nannte sich die Dynastie nach Oeric/Oisc, mit dem auch die folgenden Königsnamen alliterieren, was darauf hindeutet, dass die Abstammung von Hengest wohl unhistorisch in die Oiscinga-Linie eingereiht wurden. Beda Venerabilis’ Historia ecclesiastica gentis Anglorum und die Angelsächsische Chronik weisen gegenüber der Anglian Collection und Nennius’ Historia Brittonum für Oeric und Ohta sowie für Wecta/Wægdæg und Witta eine umgekehrte Reihenfolge auf, worin unterschiedliche Überlieferungstraditionen bzw. verschiedene Ursprungsmythen gesehen werden. Ein weiterer Hinweis auf einen doppelten Ursprung ist die in der Angelsächsischen Chronik berichtete zweimalige Thronbesteigung Oerics: 455 mit seinem „Vater“ Hengest und 488 als alleiniger König.
Der Geograph von Ravenna (7. Jahrhundert) nannte einen princeps (etwa „Fürst“) Ansehis, der die „Sachsen“ nach Britannien geführt haben soll. Möglicherweise erhielt Oeric seinen Beinamen Oisc, der etymologisch mit Ansehis verwandt ist, um ihn nachträglich mit dem mythischen Gründer zu identifizieren.
Könige sind durch Fettschrift hervorgehoben.
Geat (Gautr)
Godwulf
Finn
Frithuwulf
Frithowald, Frealaf
Wodan
Wecta (Vecta, Wægdæg)
Witta
Wihtgils (Victgilsus)
Horsa, 455
Hengest, 455–488
Renwein ⚭ Vortigern
Name unbekannt (Vater/Mutter des Ebissa)
Ebissa (Neffe des Ohta)
Oeric (Œric, Oisc, Aesc, Æsc), 488–512
Ohta (Ochta, Ocga), 512–522/539
Eormenric, 512/522/539?–um 560/585

### Historische Dynastie
Die Stellung der Könige Eanmund (um 764–765?), Heahberht (um 765–?), Ecgberht II. (764–779/784), Eadberht III. Præn (796–798) und Baldred (um 821–um 825) im Stammbaum ist unbekannt. Könige sind durch Fettschrift hervorgehoben.
1. Eormenric, 512/522/539?–um 560/585
  1. Ricola ⚭ Sledda, König von Essex
  2. Æthelberht I., 560/585–616 ⚭I. Bertha ⚭II. Name unbekannt
    1. (I) Æthelburg ⚭ Edwin, König von Northumbria
    2. (I?) Eadburh, Äbtissin von Lyminge[9] (legendenhaft)
    3. (?) (I)Eadbald, 616–640 ⚭I. Name unbekannt (Stiefmutter) ⚭II. Emma (auch Æmma oder Ymme)[10]
      1. (II) Ecgfrith (Egfrido)[11]
      2. (II) Eanswith (auch Eansuuitha, Eanswiðe; legendenhaft), Heilige[12]
      3. (II) Eormenred (Ermenred)[13] ⚭ Oslava[14]
        1. Æthelred († 664/673)[15], Heiliger
        2. Æthelberht († 664/673)[15], Heiliger
        3. Eormenburg (auch Domneva, Æbbe, Eafe), Heilige ⚭ Merewalh, Unterkönig der Magonsæte[16][17]
        4. Ætheldryth, Heilige[14]
        5. Eormengyth, Heilige[14]
          1. Oswine (688–690/691) Eltern unbekannt, vermutlich ein Nachfahre (Enkel ?) Eormenreds[18]
          2. Eadburh, Äbtissin von Thanet, Eltern unbekannt, vermutlich Tochter von Æthelberht oder Eormengyth[19]

      4. (II) Earconberht I.,[13] 640–664 ⚭ Seaxburg
        1. Eorcengota
        2. Eormenhild ⚭ Wulfhere, König von Mercia
        3. Hlothhere, 673–685
        4. Ecgberht I., 664–673
          1. Eormenhild („Hermelinda“, unsicher) ⚭ Cunincpert, König der Langobarden
          2. Eadric, 685–686/687 (Usurpator)
          3. Wihtred, 690/691–725 ⚭I. Cynegyth  ⚭II. Æthelburg ⚭III. Wærburg
            1. Æthelberht II., 725–762
              1. Eadberht II., 762–um 764, (unsicher)[20]

            2. Ealric, 725–725?
            3. Eadberht I., 725–748
              1. Eardwulf, 748?–vor 762